# Kramarzewo (Działdowo)
Kramarzewo (deutsch Krämersdorf) ist ein Dorf in der polnischen Woiwodschaft Ermland-Masuren. Es gehört zur Gmina Działdowo (Landgemeinde Soldau) im Powiat Działdowski (Kreis Soldau).

## Geographische Lage
Kramarzewo liegt im Südwesten der Woiwodschaft Ermland-Masuren, 19 Kilometer westlich der früheren Kreisstadt Neidenburg (polnisch Nidzica) bzw. zehn Kilometer nordwestlich der heutigen Kreismetropole Działdowo (deutsch Soldau i. Ostpr.).

## Geschichte
1321 ist das Gründungsjahr des bis 1895 Crämersdorf genannten Gutsort. Als 1874 der Amtsbezirk Usdau (polnisch Uzdowo) im ostpreußischen Kreis Neidenburg errichtet wurde, wurde Crämersdorf eingegliedert. Im Jahre 1910 zählte Krämersdorf 125 Einwohner.
Als im Soldauer Gebiet gelegenes Dorf wurde Krämersdorf mit dem gesamten Amtsbezirk Usdau entsprechend den Bestimmungen des Versailler Vertrags am 10. Januar 1920 an Polen abgetreten. Das nun „Kramarzewo“ genannte Dorf wurde in den Nachbarort Sękowo (deutsch Schönkau) eingemeindet und wurde am 1. August 1934 Teil der neugebildeten Landgemeinde (polnisch Gmina wiejska) Filice, die am 26. Oktober 1939 zum Deutschen Reich kam und in „Landgemeinde Fylitz“ umbenannt wurde. Ab dem 1. April 1940 bildete sie den „Amtsbezirk Tauersee“ (polnisch Turza Wielka) im Kreis Neidenburg.
Krämersdorf kam 1945 in Kriegsfolge mit dem gesamten südlichen Ostpreußen wieder zu Polen, erhielt die wiederum die polnische Namensform „Kramarzewo“ und wurde wieder verselbständigt. Heute ist das Dorf Sitz eines Schulzenamts und gehört zur Gmina Działdowo (Landgemeinde Soldau) im Powiat Działdowski (Kreis Soldau), bis 1998 der Woiwodschaft Ciechanów, seither der Woiwodschaft Ermland-Masuren zugehörig. 2011 zählte Kramarzewo 364 Einwohner.

## Kirche
Vor 1945 war Krämersdorf resp. Kramarzewo in die evangelische Kirche Usdau (polnisch Uzdowo) im Kirchenkreis Neidenburg (ab 1910: Kirchenkreis Sioldau) in der Kirchenprovinz Ostpreußen der Kirche der Altpreußischen Union bzw. der Unierten Evangelischen Kirche in Polen eingepfarrt, außerdem in die römisch-katholische Kirche Soldau (Działdowo).
Heute gehört Kramarzewo zur evangelischen Erlöserkirche in Działdowo innerhalb der Diözese Masuren der Evangelisch-Augsburgischen Kirche in Polen sowie zur römisch-katholischen Pfarrei Turza Wielka (Groß Tauersee) mit der näher gelegenen Filialkirche Uzdowo im Dekanat Działdowo im Bistum Toruń.

## Verkehr
Kramarzewo liegt verkehrsgünstig am Kreuzungspunkt der Ost-West-Woiwodschaftsstraße 538 mit der Nord-Süd-Woiwodschaftsstraße 542 in Uzdowo (Usdau) und ist über eine Stichstraße zu erreichen. Eine Anbindung an den Bahnverkehr existiert nicht.